# Albert Bierstadt
Albert Bierstadt (n. 7 ianuarie 1830, Solingen, Germania – d. 18 februarie 1902, New York City, New York, SUA) a fost un pictor germano-american cunoscut pentru peisajele sale fastuoase ale vestului american. A făcut parte din mai multe călătorii ale Expansiunii spre Vest pentru a picta scenele. Nu a fost primul artist care a prezentat aceste scene, dar a fost principalul pictor al acestora pentru restul secolului al XIX-lea.
Bierstadt s-a născut în Prusia, dar familia sa s-a mutat în Statele Unite atunci când avea 1 an. S-a întors să studieze pictura pentru câțiva ani la Düsseldorf. El a făcut parte din Școala Hudson River din New York, un grup de pictori cu idei similare, care au început să picteze de-a lungul râului Hudson. Stilul lor romantic, s-a bazat pe tablouri atent detaliate cu lumină strălucitoare numită uneori luminism. Bierstadt a fost un interpret important al peisajului vestic, alăturându-se Școlii Munților Stâncoși. 

## Viața timpurie și educația
Bierstadt s-a născut la Solingen, Germania, fiul Christinei M. (Tillmans) și al lui Henry Bierstadt, dogar. Fratele său a fost un fotograf important, Edward Bierstadt. Albert avea doar un an când familia sa a emigrat în New Bedford, Massachusetts în 1831. A făcut schițe de creion în tinerețe și a dezvoltat un gust pentru artă. 
În 1851 Bierstadt a început să picteze în ulei. S-a întors în Germania în 1853 și a studiat pictura câțiva ani la Düsseldorf cu membrii școlii sale informale de pictură. După ce a revenit la New Bedford în 1857, a învățat să deseneze și să picteze pentru scurt timp înainte de a se dedica complet picturii.

## Cariera
În 1858 Bierstadt a expus la Academia Națională de Design o pictură mare a unui peisaj elvețian, primirea fiind extrem de pozitivă, devenind membru onorific al Academiei. Bierstadt a început să picteze scene în New England și în statul New York, inclusiv în valea râului Hudson. A făcut parte dintr-un grup de artiști cunoscut sub numele de Școala Hudson River.

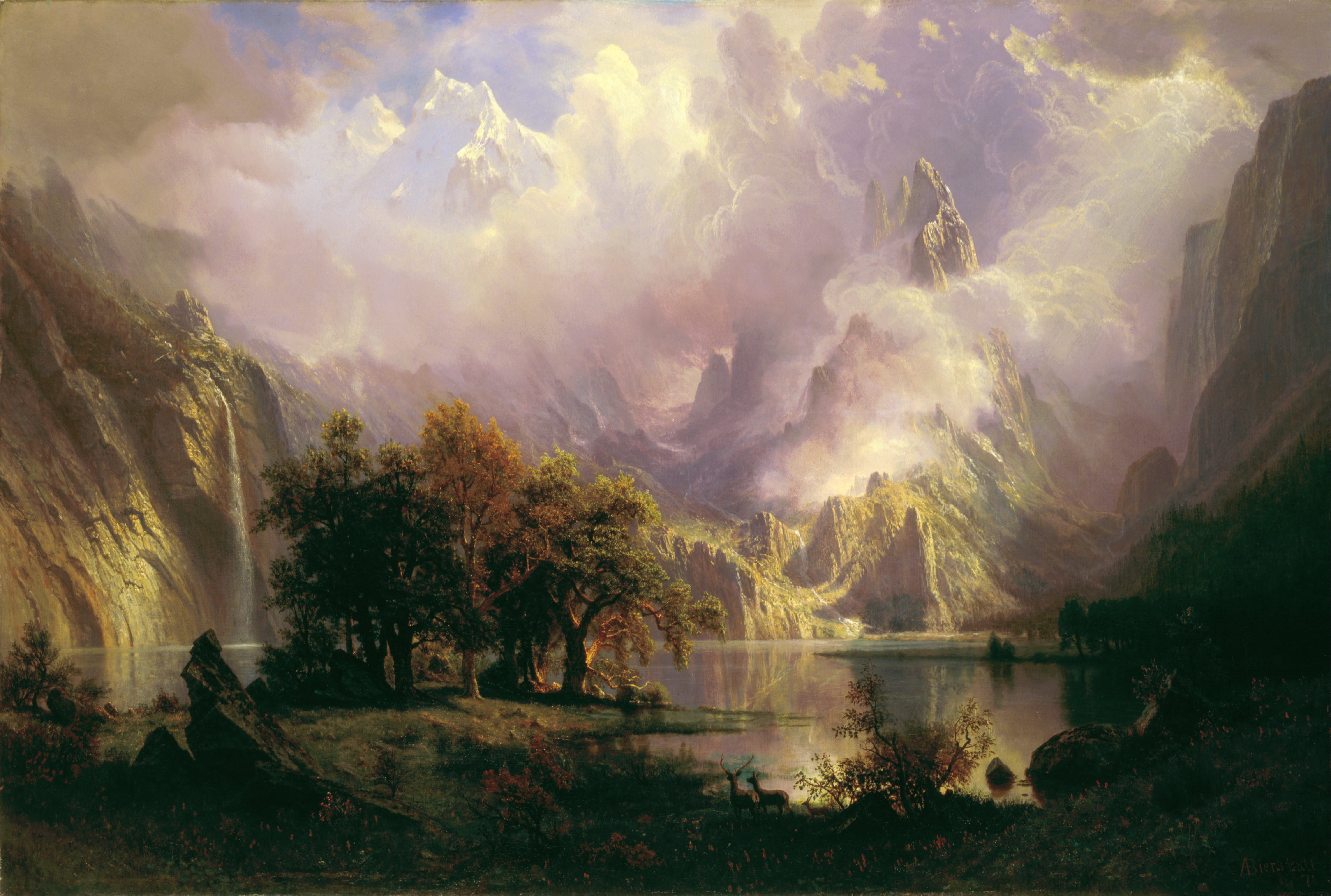
Peisaj al Munților Stâncoși, aflat la Casa Albă

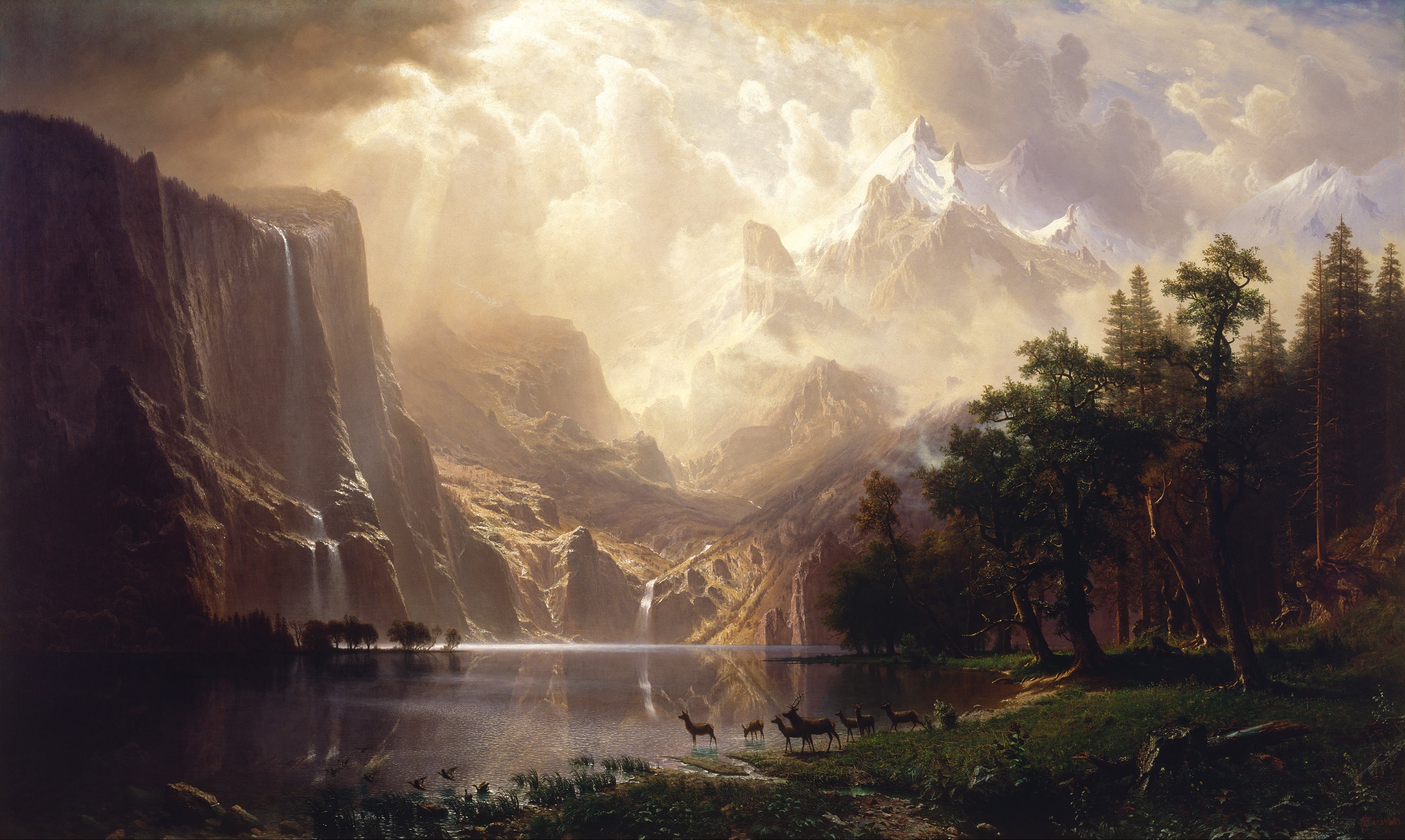
Prin Sierra Nevada, California (1868), Smithsonian American Art Museum, Washington, DC

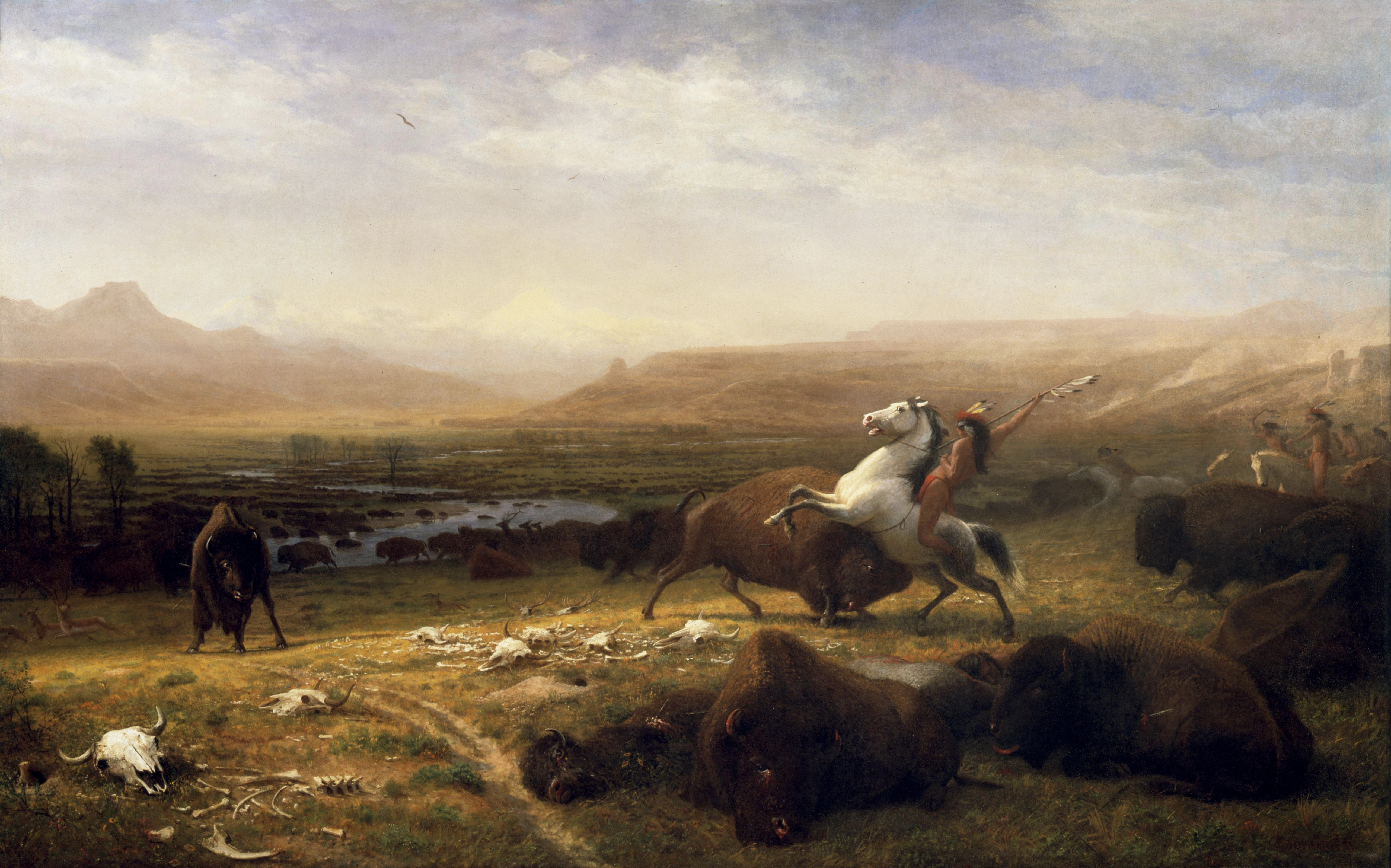
Ultimul bivol (1888), Whitney Gallery of Western Art

În 1859, Bierstadt a călătorit spre vest în compania lui Frederick W. Lander, un topograf al guvernului SUA, pentru a vedea acele peisaje vest-americane pentru a le utiliza în munca sa. S-a întors la un atelier pe care îl avea la Tenth Street Studio Building din New York cu schițe pentru numeroase tablouri pe care le-a terminat mai apoi. În 1860, a fost ales membru al Academiei Naționale de Design; a primit medalii în Austria, Bavaria, Belgia și Germania.

În 1863 a călătorit din nou în vest, de data aceasta în compania autorului Fitz Hugh Ludlow, cu a cărui soție s-a căsătorit ulterior. De-a lungul anilor 1860, Bierstadt a folosit studii din această călătorie ca sursă pentru picturi pe scară largă pentru expoziție și a continuat să viziteze Vestul American de-a lungul carierei sale. Imensele pânze pe care le-a produs după călătoriile sale cu Lander și Ludlow l-au consacrat drept pictorul preeminent al peisajului vest-american. Competența tehnică a lui Bierstadt, câștigată prin studiul său asupra peisajului european, a fost crucială pentru succesul său ca pictor al vestului american.
În timpul Războiului civil american (1861 - 1865), Bierstadt a fost recrutat în 1863 și a plătit pentru un înlocuitor care să slujească în locul său. Până în 1862, terminase o pictură despre Războiul Civil bazat pe informațiile primite de la soldații staționați la Camp Cameron în 1861. Acest tablou s-a bazat pe o fotografie stereoscopică făcută de fratele său Edward Bierstadt, care a lucra într-un studio de fotografie la Langley's Tavern din Virginia. Pictura a primit o recenzie pozitivă când a fost expusă la Brooklyn Art Association la Academia de Muzică din Brooklyn în decembrie 1861. Curatorul Eleanor Jones Harvey a observat că tabloul, creat din fotografii, „este chintesențial precum cel al unui voyeur, plin de povești și nelipsit de violența și brutalitatea experienței de luptă”.
Recunoașterea financiară i-a confirmat statutul: Munții Stâncoși, Vârful Lander, finalizat în 1863, a fost achiziționat pentru 25.000 de dolari în 1865.
În 1867, Bierstadt a călătorit la Londra, unde a expus două picturi peisaj într-o recepție privată cu regina Victoria. A călătorit prin Europa timp de doi ani, dezvoltând contacte sociale și de afaceri pentru a susține piața activității sale de peste mări. Tablourile sale pentru expoziție erau imagini strălucitoare, care glorificau Vestul American ca pământul promisși „alimentau emigrarea europeană”. A pictat Prin Sierra Nevada, California, în atelierul său din Roma, de exemplu, pe care l-a prezentat la Berlin și la Londra înainte de a-l expedia în SUA. Ca urmare a publicității generate de picturile sale din Valea Yosemite în 1868, prezența lui Bierstadt a fost solicitată de fiecare explorator care lua în considerare o expediție spre vest, iar lui i s-a cerut de către firma Căilor Ferate Atchison, Topeka și Santa Fe să viziteze Marele Canion pentru picturi ulterioare.
Alegerea lui Bierstadt pentru subiecte grandioase a fost egalată de flerul său antreprenorial. Expozițiile sale individuale au fost însoțite de promovare, vânzări de bilete și, conform unui critic, de o „vastă mașină de reclamă”.
În ciuda succesului său popular, Bierstadt a fost criticat de unii contemporani pentru romantismul evident în alegerile sale ale subiectului și pentru utilizarea luminii care era considerată a fi excesivă.
În 1876 soția sa a fost diagnosticată cu tuberculoză, iar de atunci până la moartea sa, în 1893, Bierstadt a petrecut timp cu ea în climatul mai cald din Nassau, în Bahamas. De asemenea, a continuat să călătorească în Occident și Canada. Ulterior, opera lui Bierstadt a decăzut tot mai mult în ochii criticii. A fost atacat pentru tonul său teatral.
În 1882, un incendiu a distrus studioul lui Bierstadt de la Irvington, New York, și odată cu el multe dintre picturile sale. Până la moartea sa, la 18 februarie 1902, gustul pentru pictura peisajului epic a decăzut. Bierstadt a fost de atunci în mare parte uitat. A fost înmormântat la cimitirul rural din New Bedford, Massachusetts.

## Recepție postumă
Interesul pentru opera lui Bierstadt a fost reînnoit în anii 1960 cu expoziția micilor sale studii în ulei. Reevaluarea ulterioară a operei sale a plasat-o într-un context favorabil, așa cum s-a afirmat în 1987:
Bierstadt a fost un artist prolific, realizând peste 500 de tablouri în timpul vieții sale.

## Picturi selectate

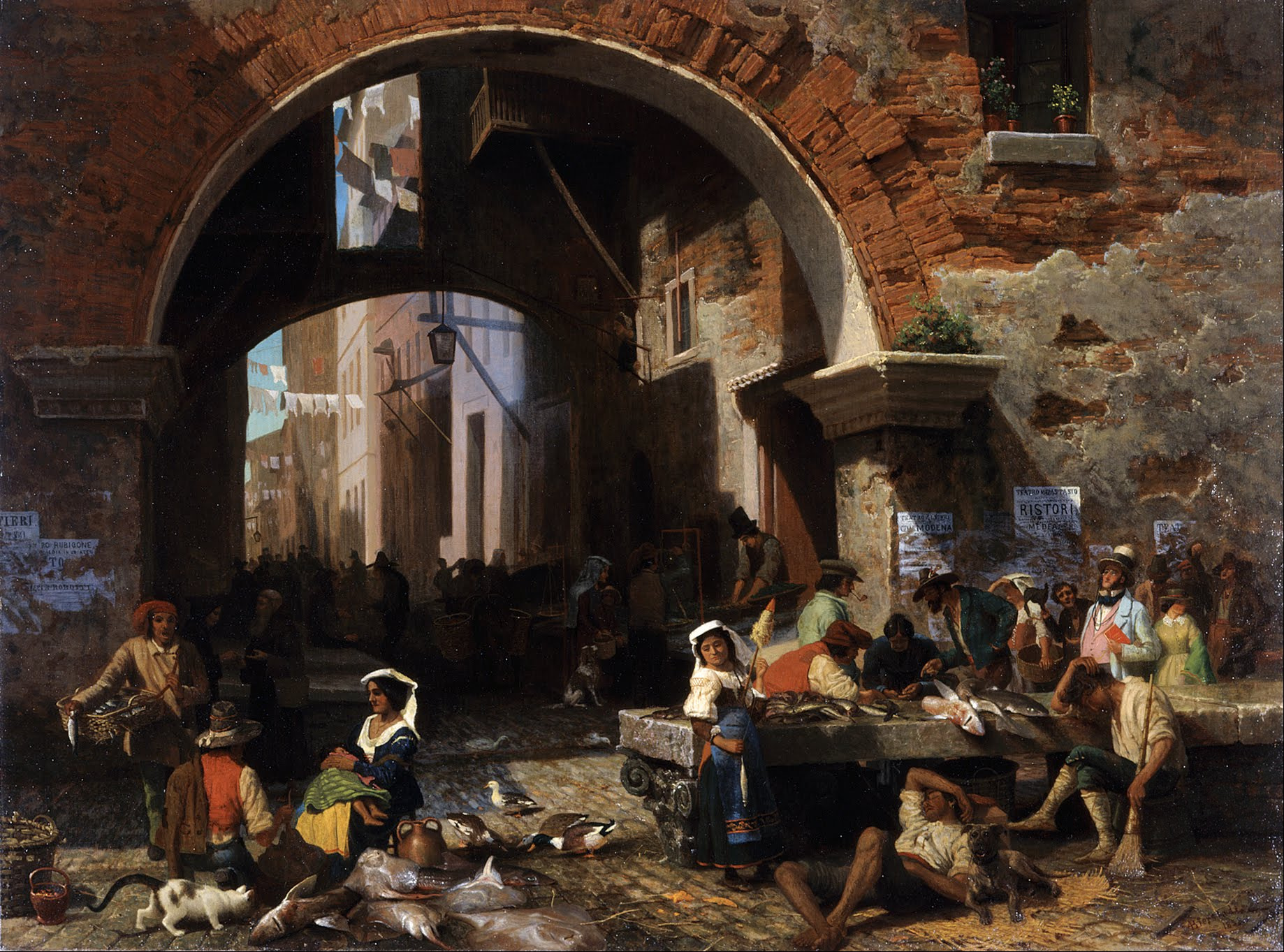
Piața romană de pește Arcul lui Octavius. De Young Museum, San Francisco, California
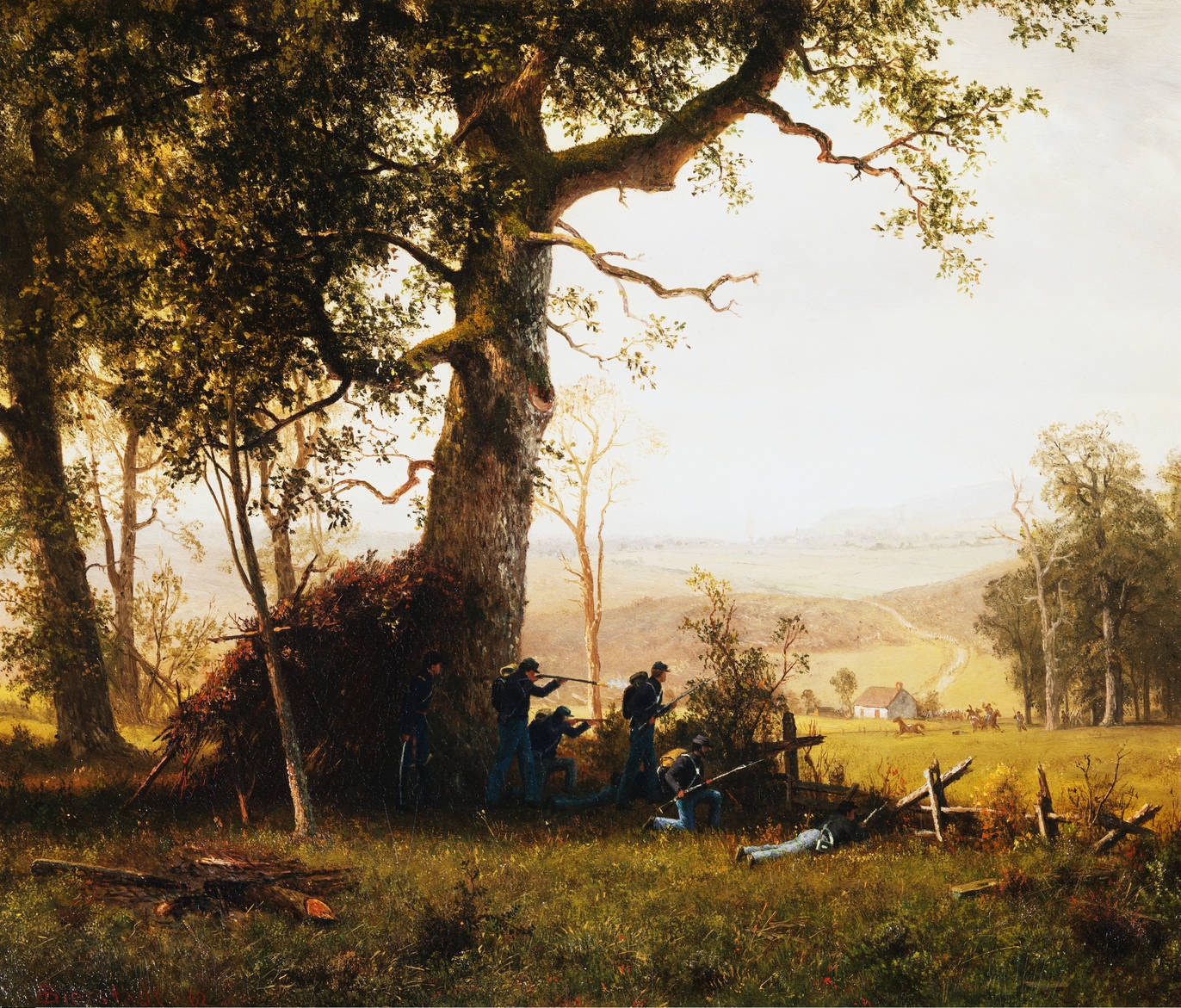
Guerilla Warfare, Civil War de Albert Bierstadt, 1862, Century Association, New York, NY
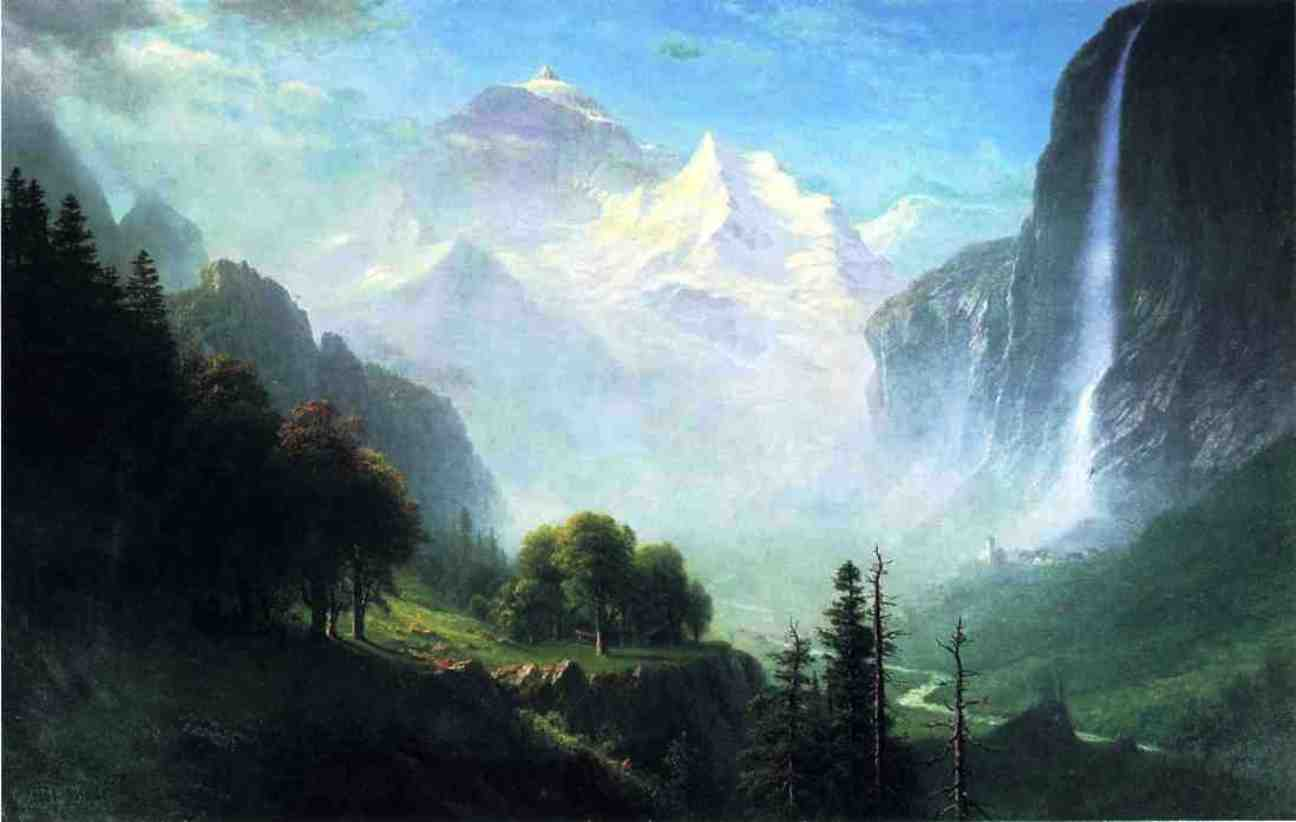
Cascada Staubbach, aproape de Lauterbrunnen, Elveția, 1865
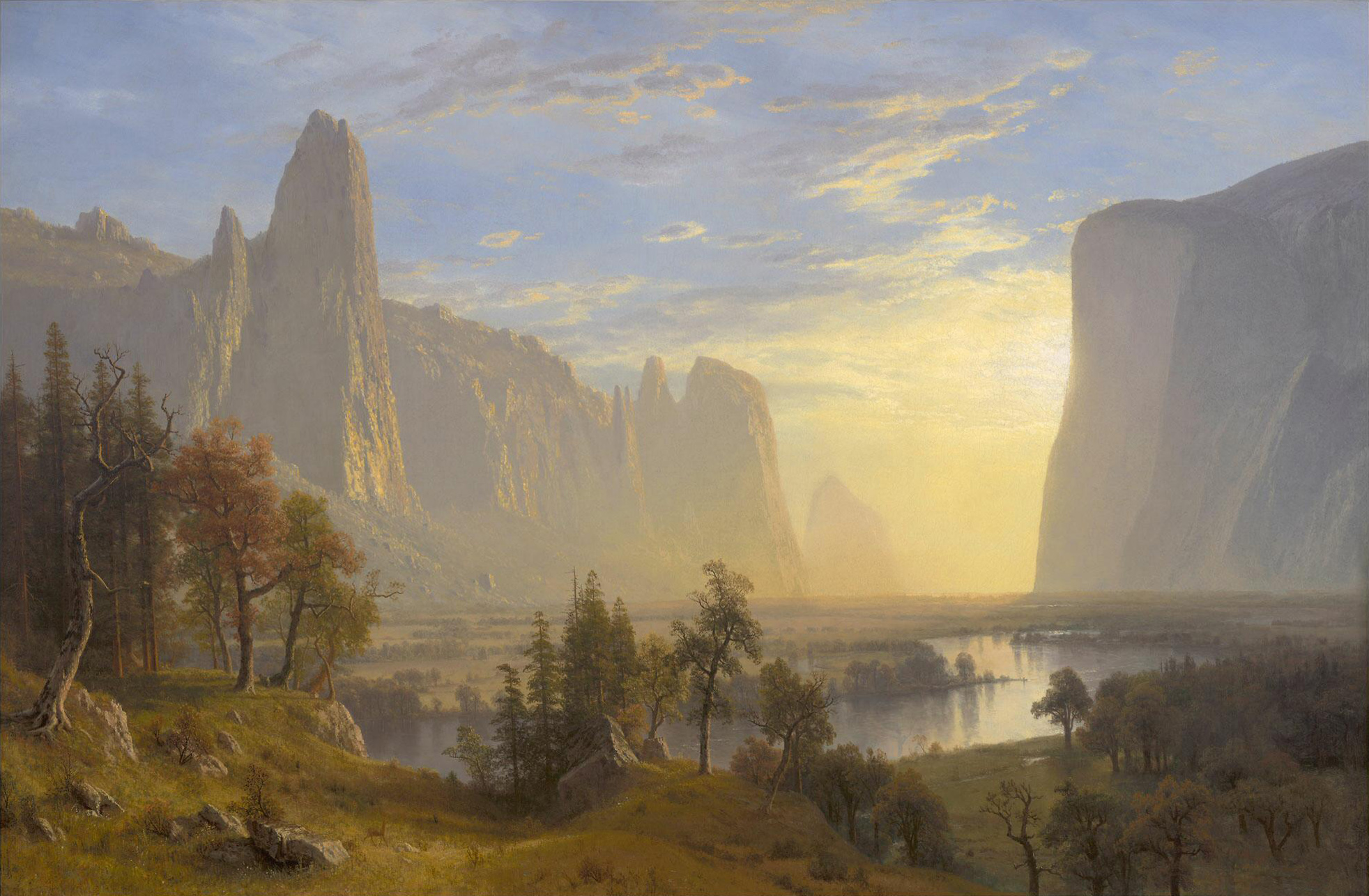
Valea Yosemite, Parcul Yosemite, c. 1868, Muzeul Oakland Oakland, California
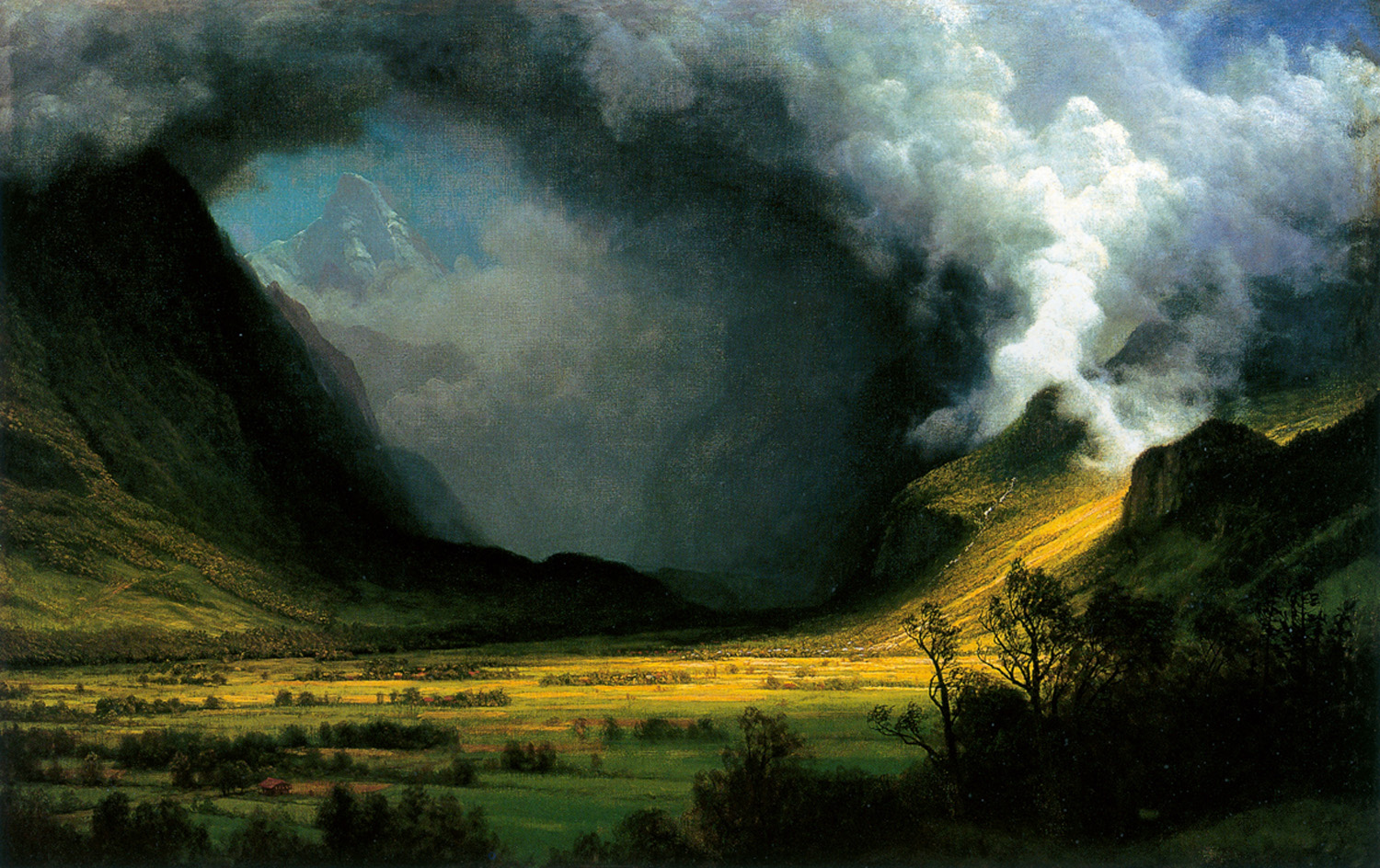
Furtună în munți, c. 1870, Museum of Fine Art, Boston, MA
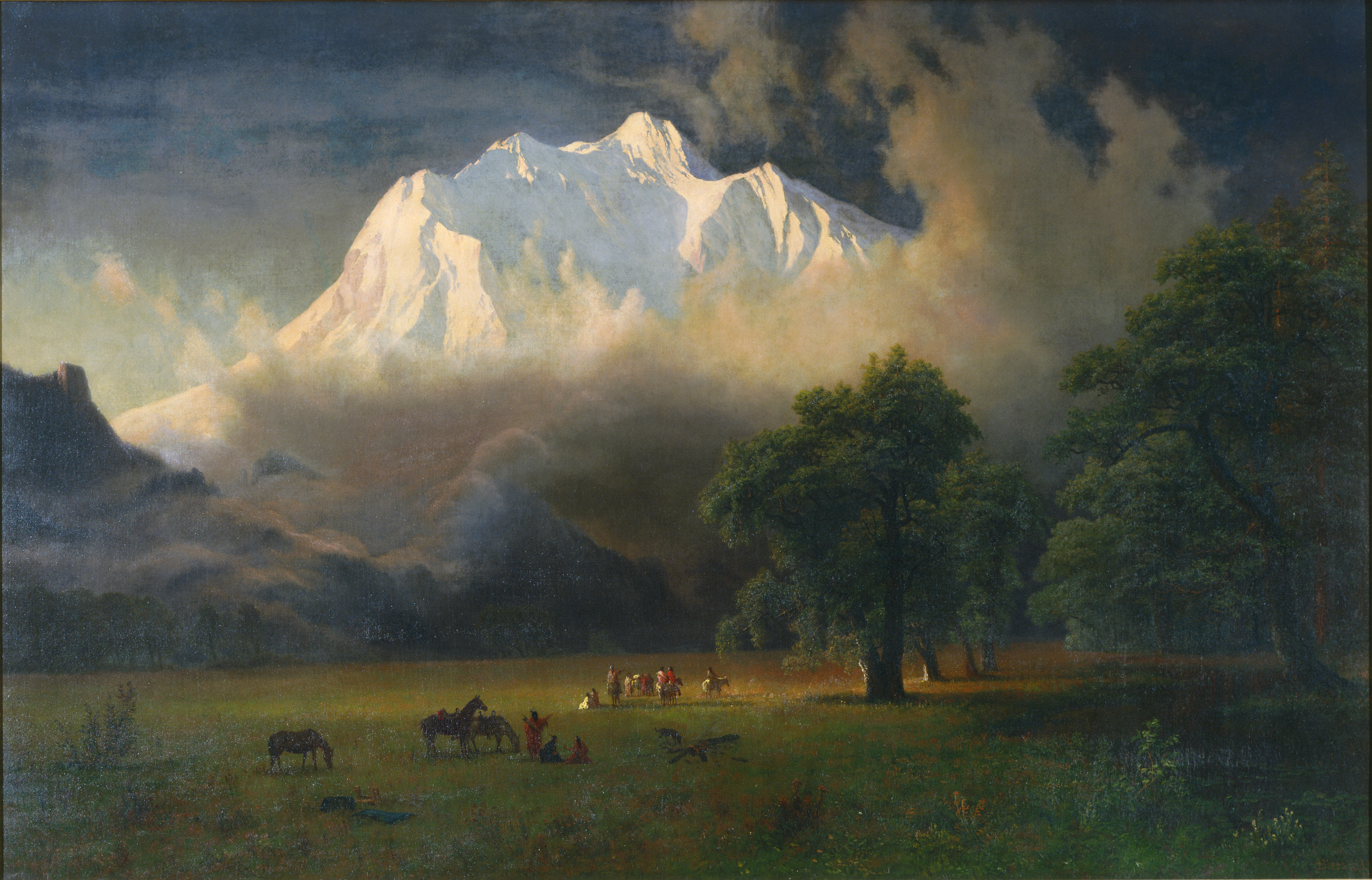
Mount Adams, Washington, 1875, Muzeul de Artă al Universității Princeton
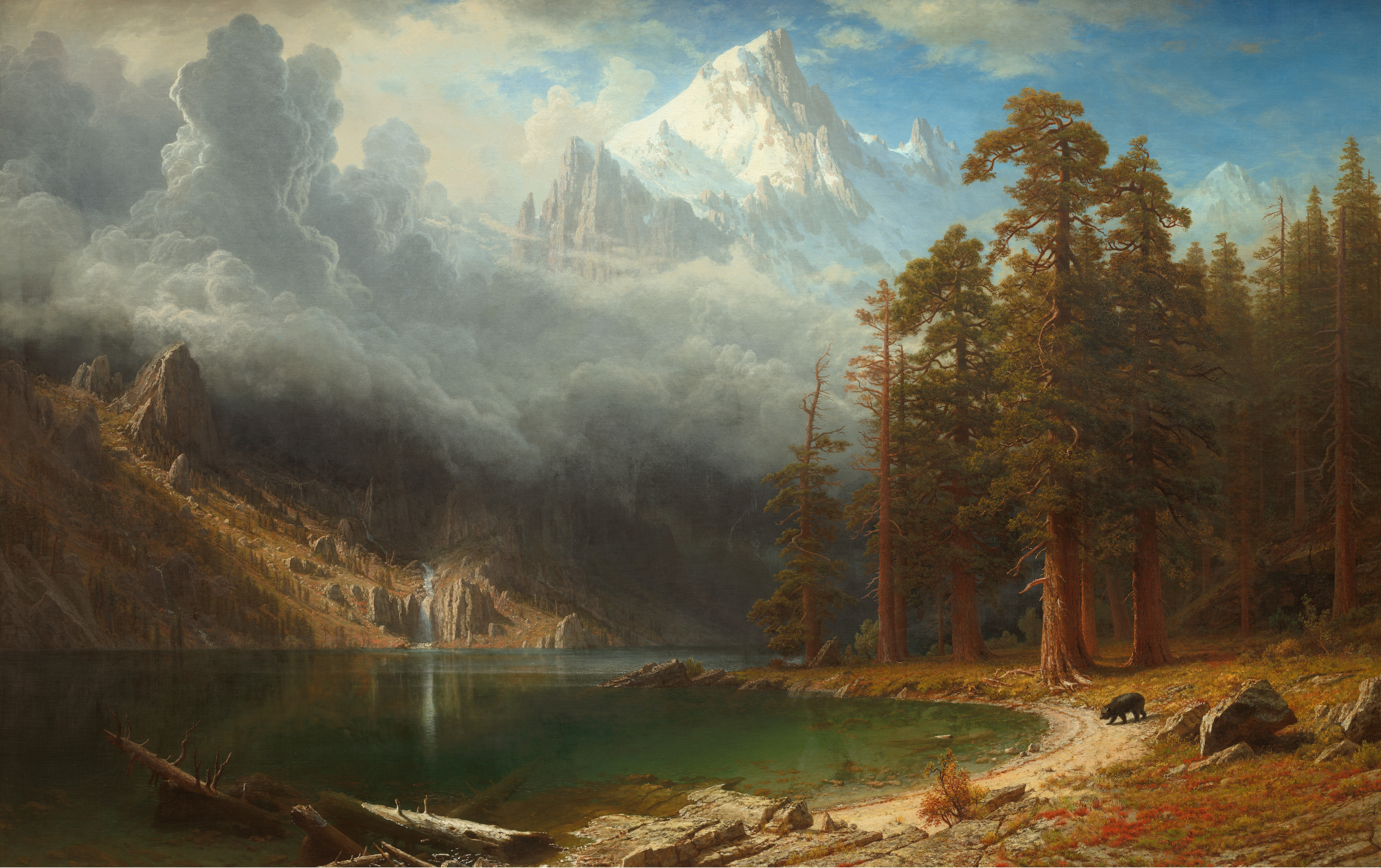
Muntele Corcoran, c. 1876–1877, Corcoran Gallery of Art, Washington, DC
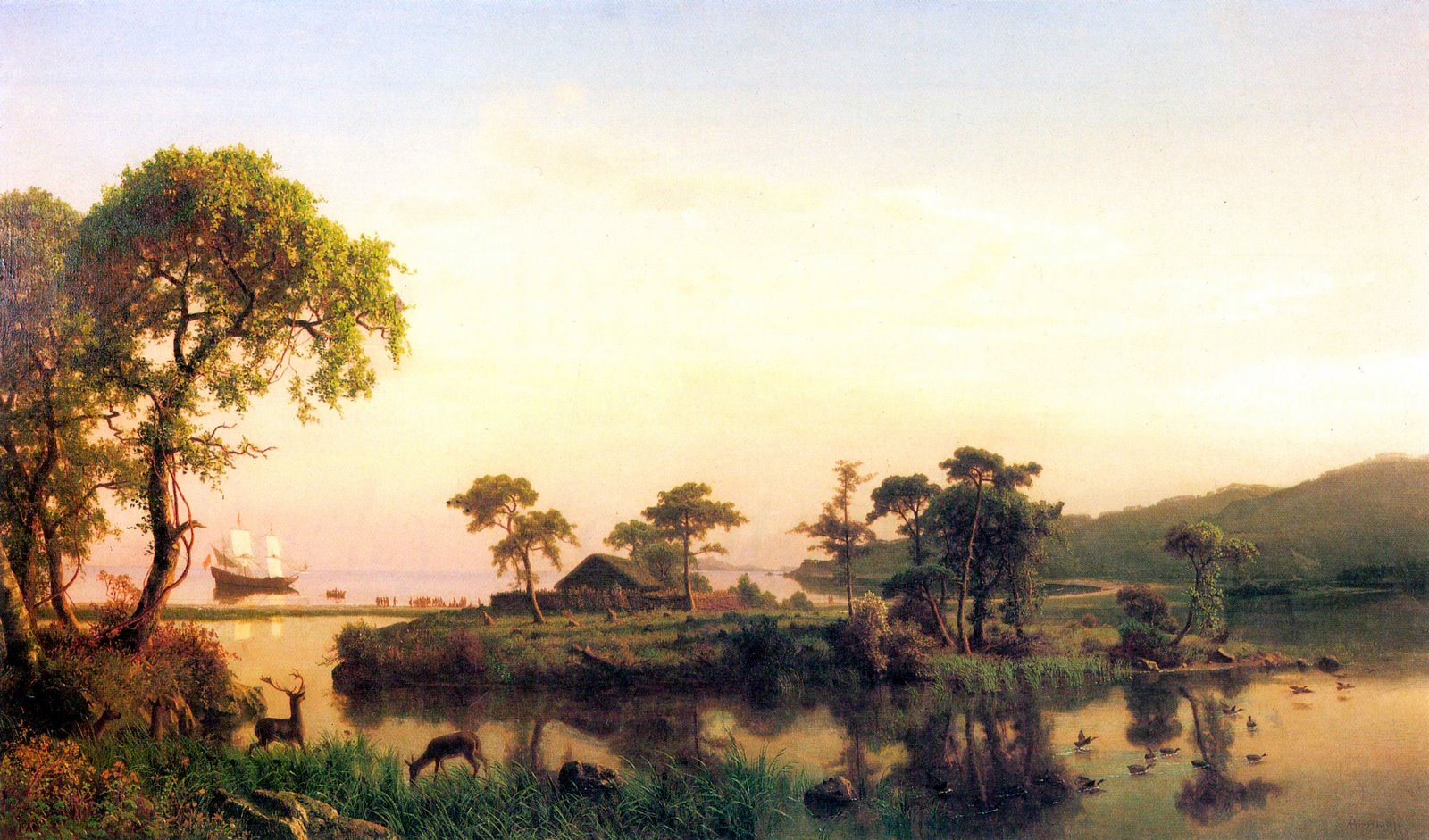
Gosnold at Cuttyhunk (c. 1858), New Bedford Whaling Museum, New Bedford, MA
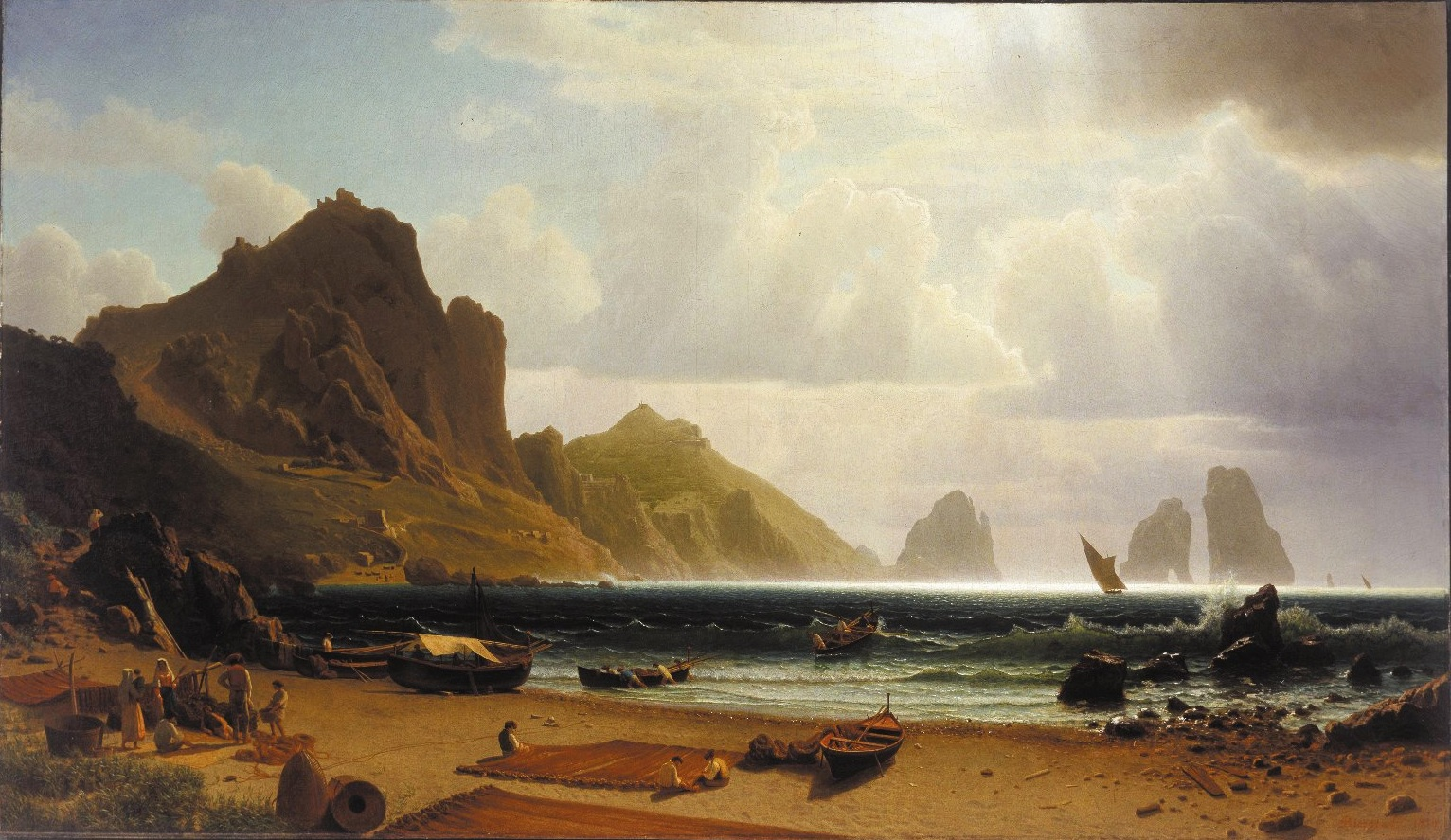
Marina Piccola, Capri (1859), Galeria de artă Albright-Knox, Buffalo, New York
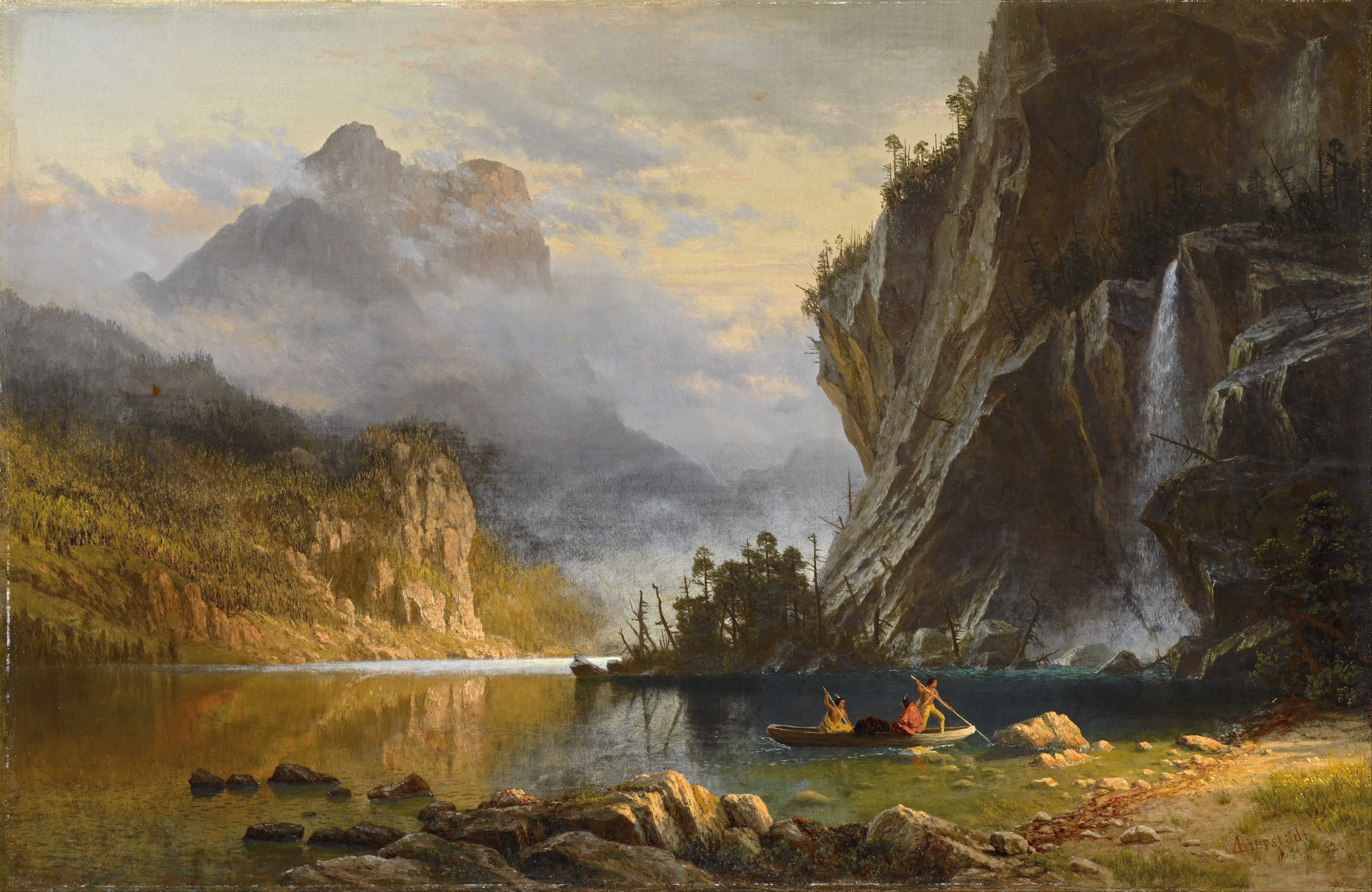
Indienii Spear Fishing, 1862
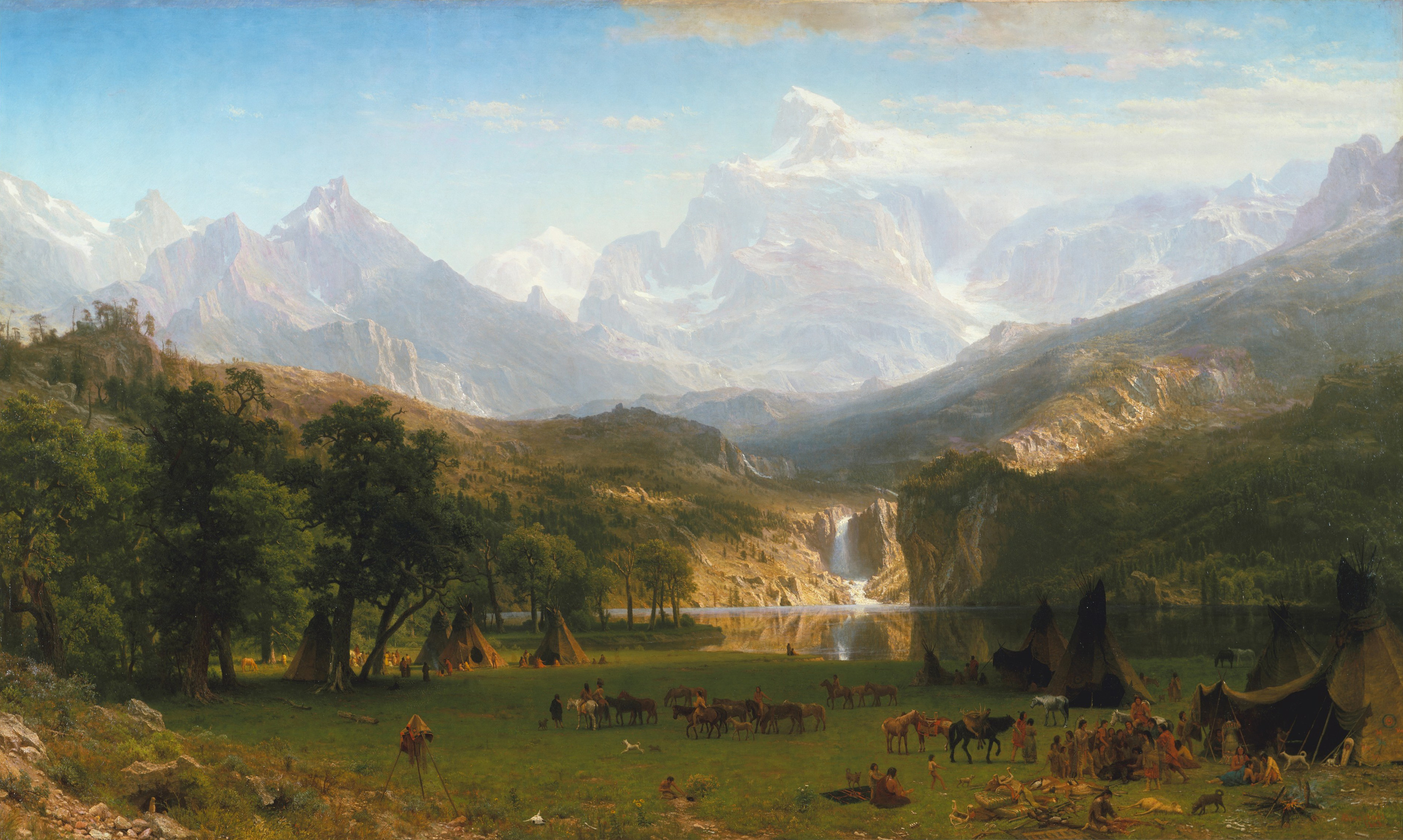
The Rocky Mountains, Lander's Peak (1863), Metropolitan Museum of Art, New York City, New York
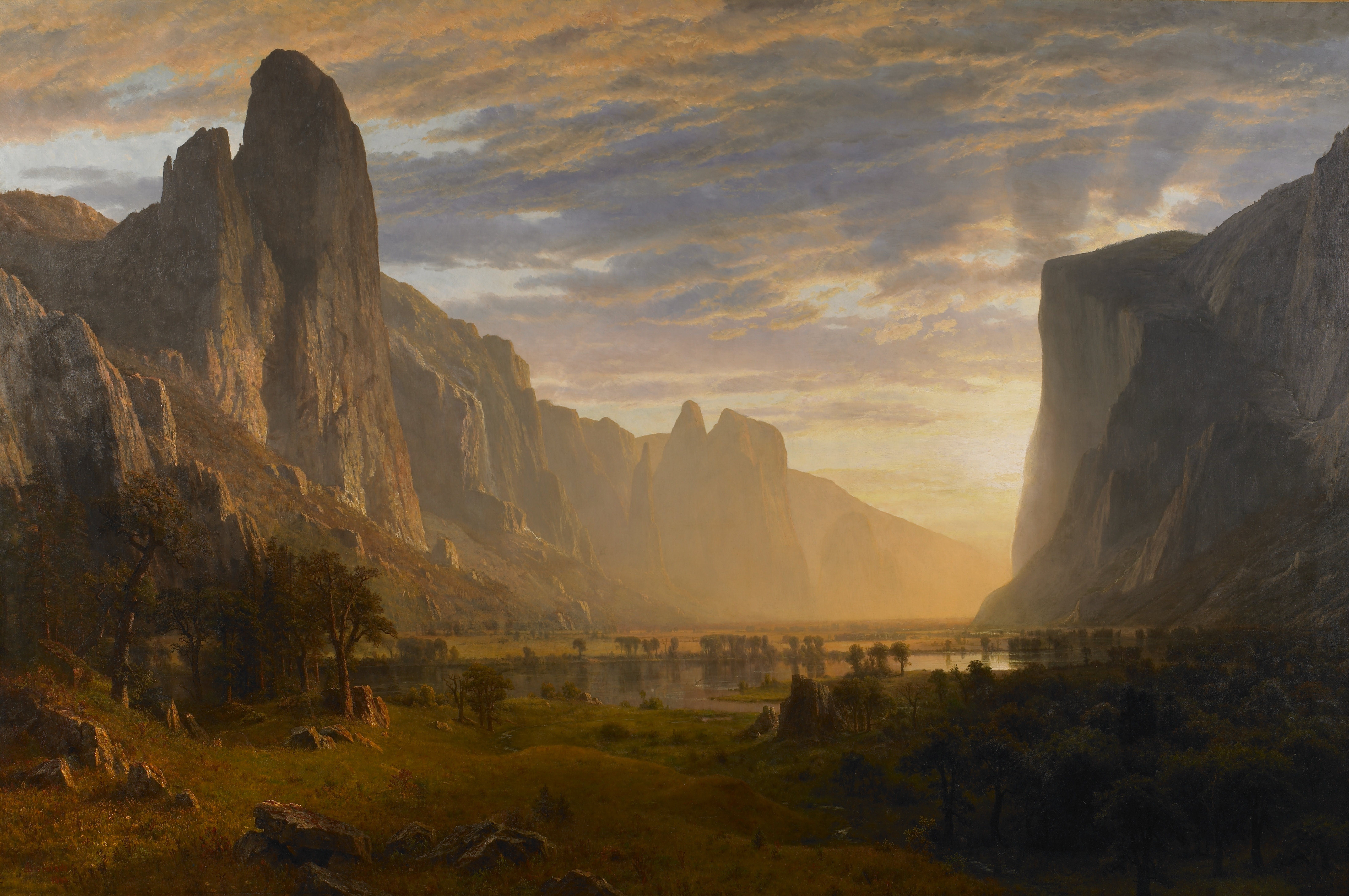
Looking Down Yosemite Valley (1865), Birmingham Museum of Art, Birmingham, Alabama
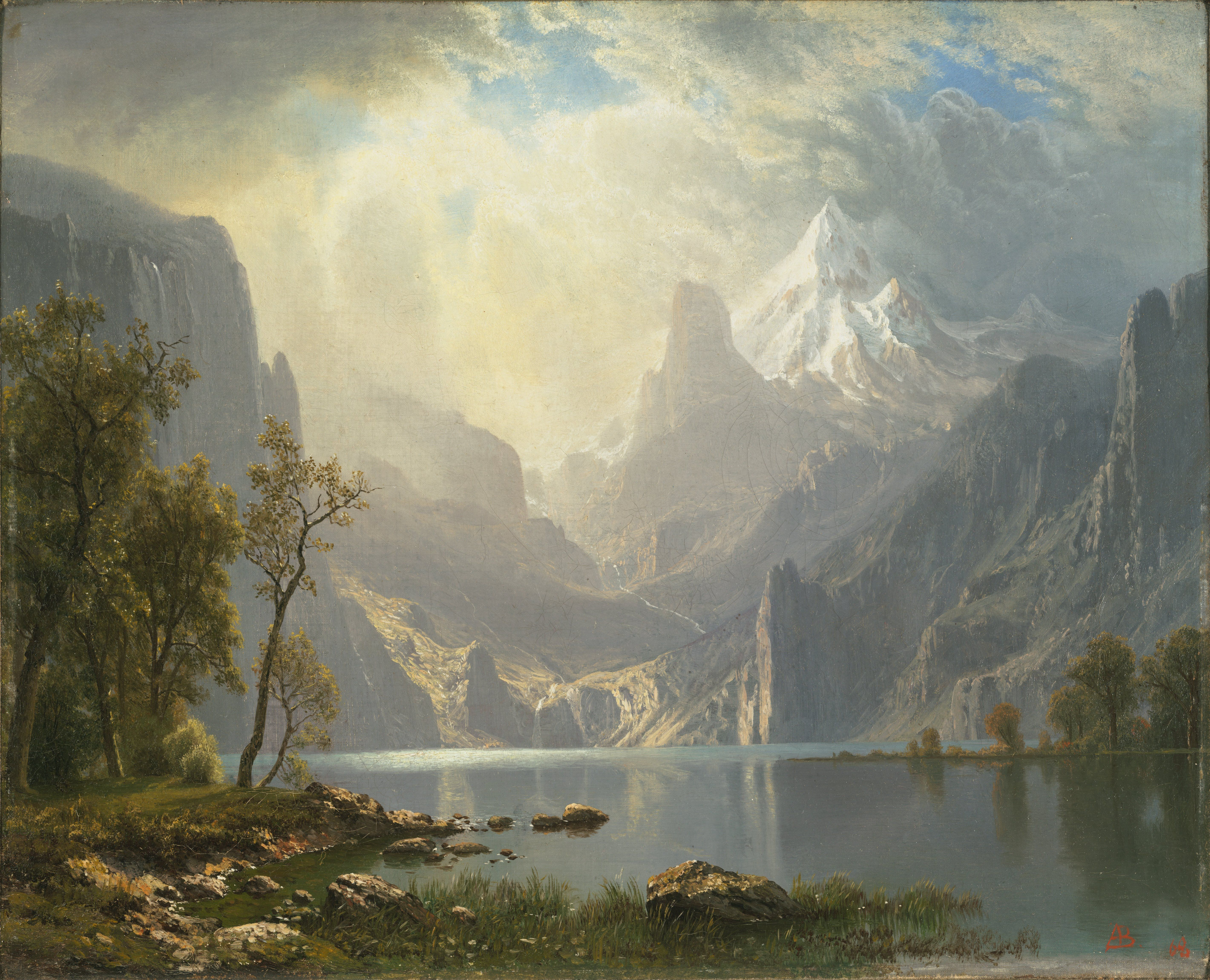
Lacul Tahoe (1868), Muzeul de Artă Fogg, Cambridge, Massachusetts
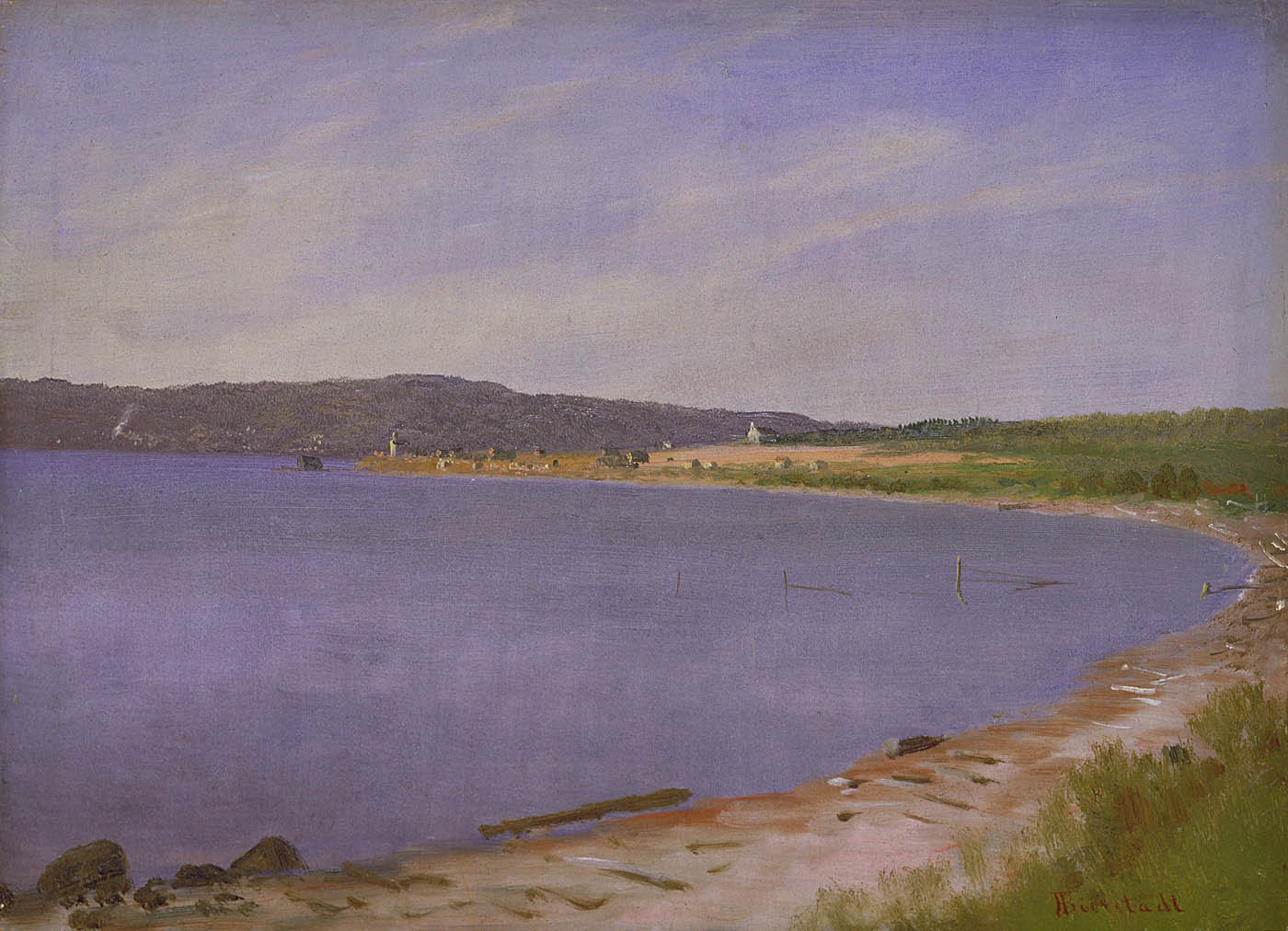
Golful San Francisco (1871–1873), Muzeul American de Artă Smithsonian, Washington, DC ->
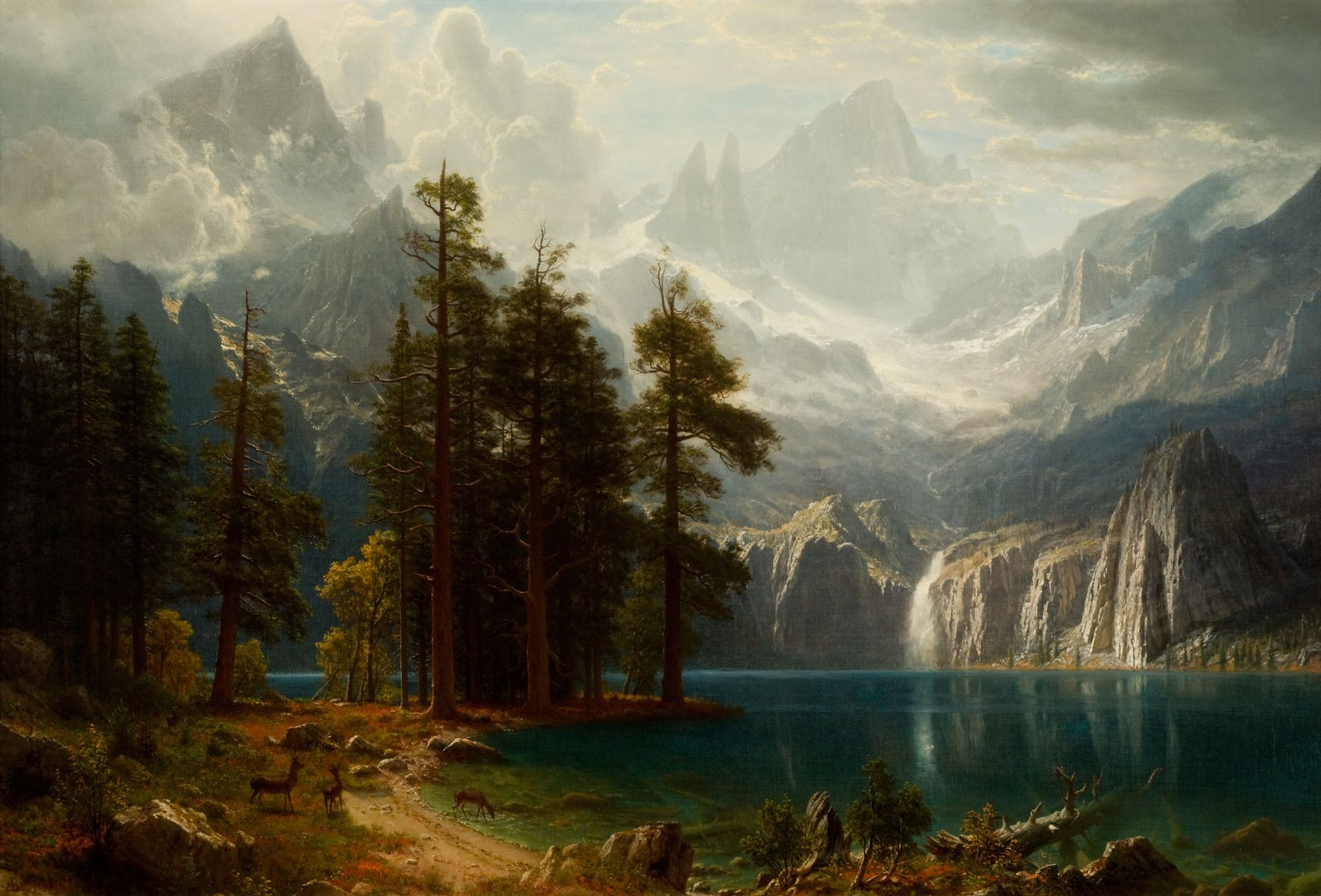
Sierra Nevada (c. 1871–1873), Reynolda House Museum of American American, Winston-Salem, Carolina de Nord.
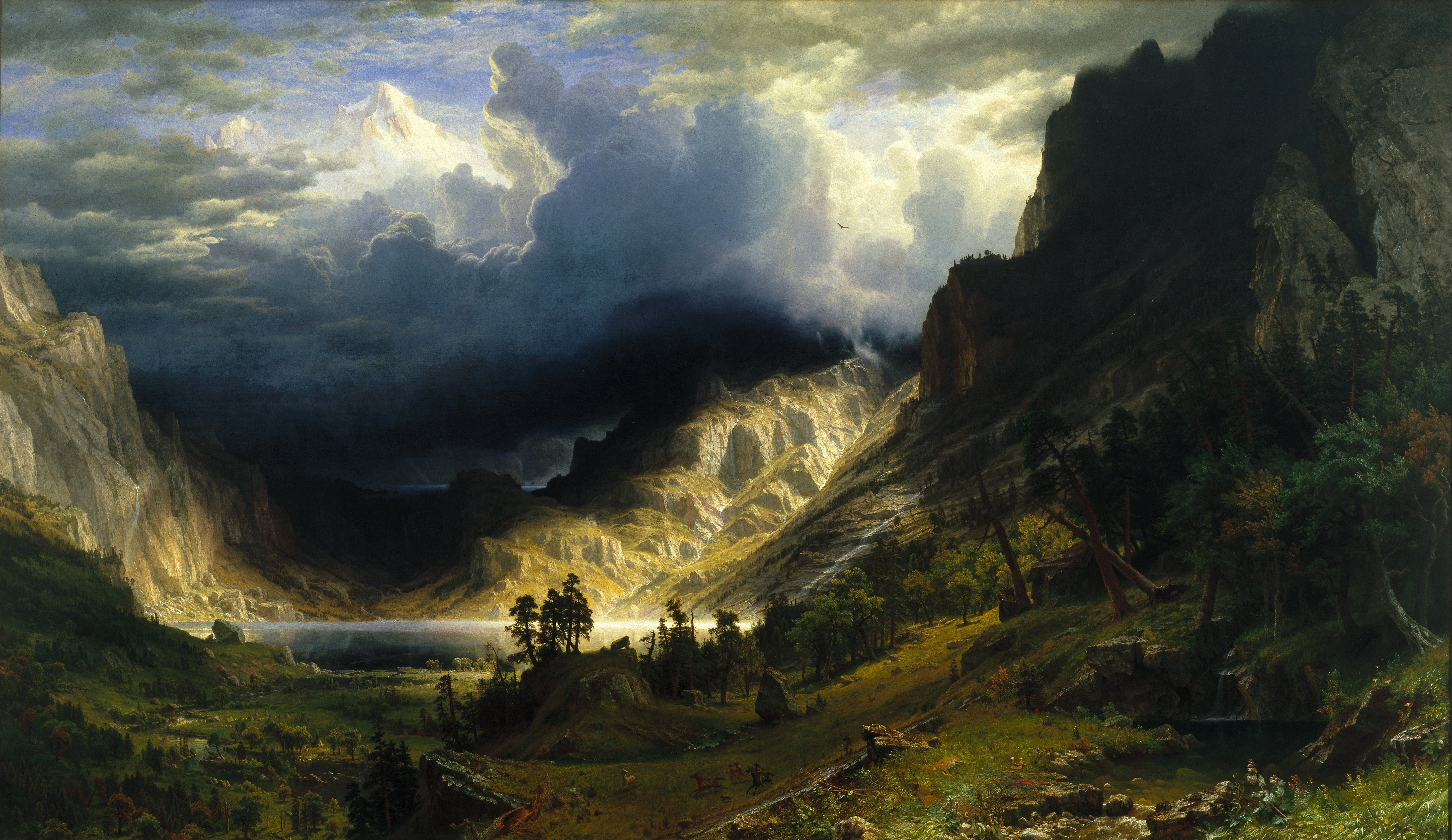
Furtună în Munții Stâncoși, Muntele Rosalie (1866), Muzeul Brooklyn, New York
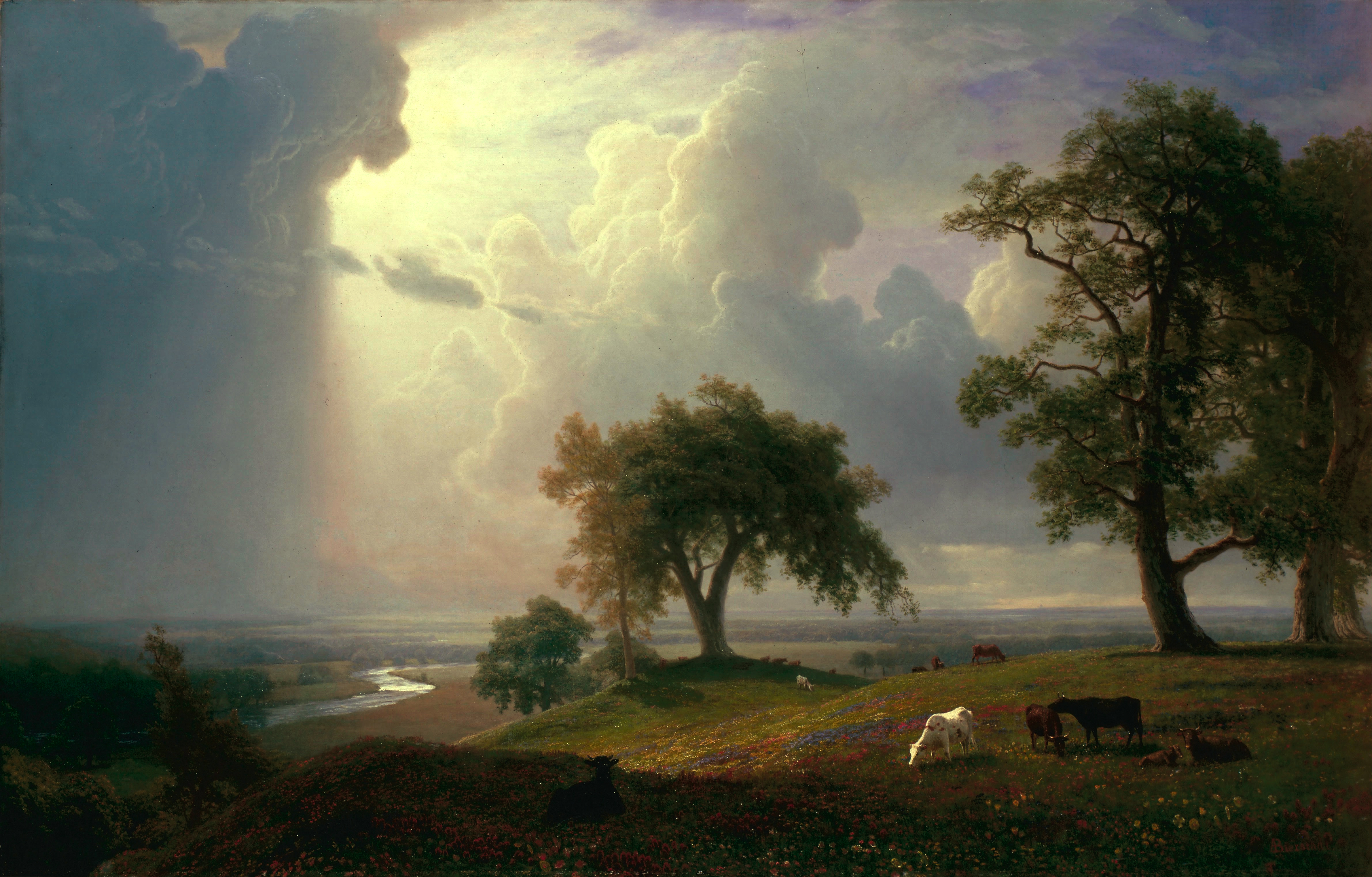
California Spring, 1875, De Young Museum, San Francisco, California
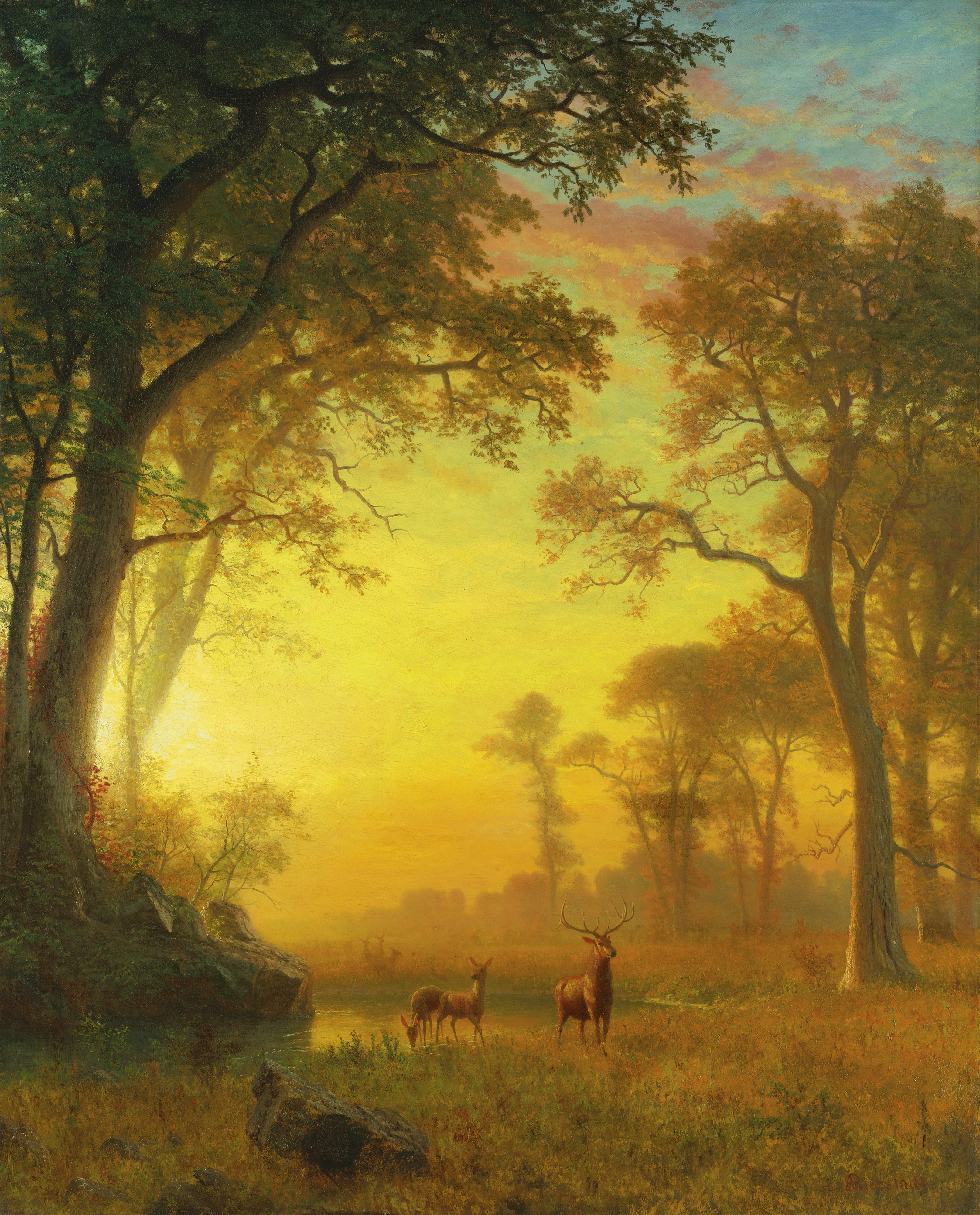
Lumina în pădure, dată necunoscută
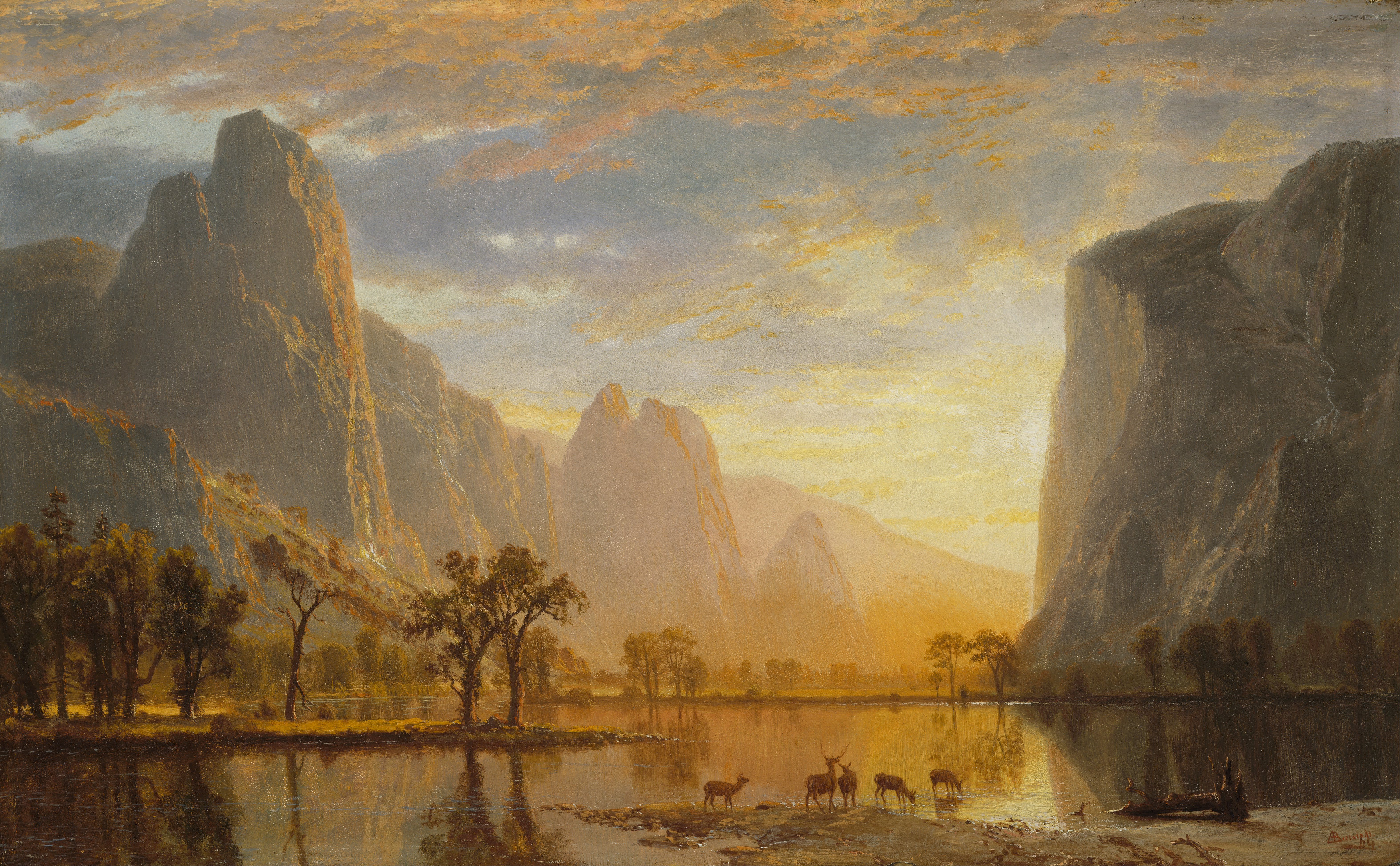
Valea Yosemitei, 1864, Muzeul de Arte Plastice, Boston
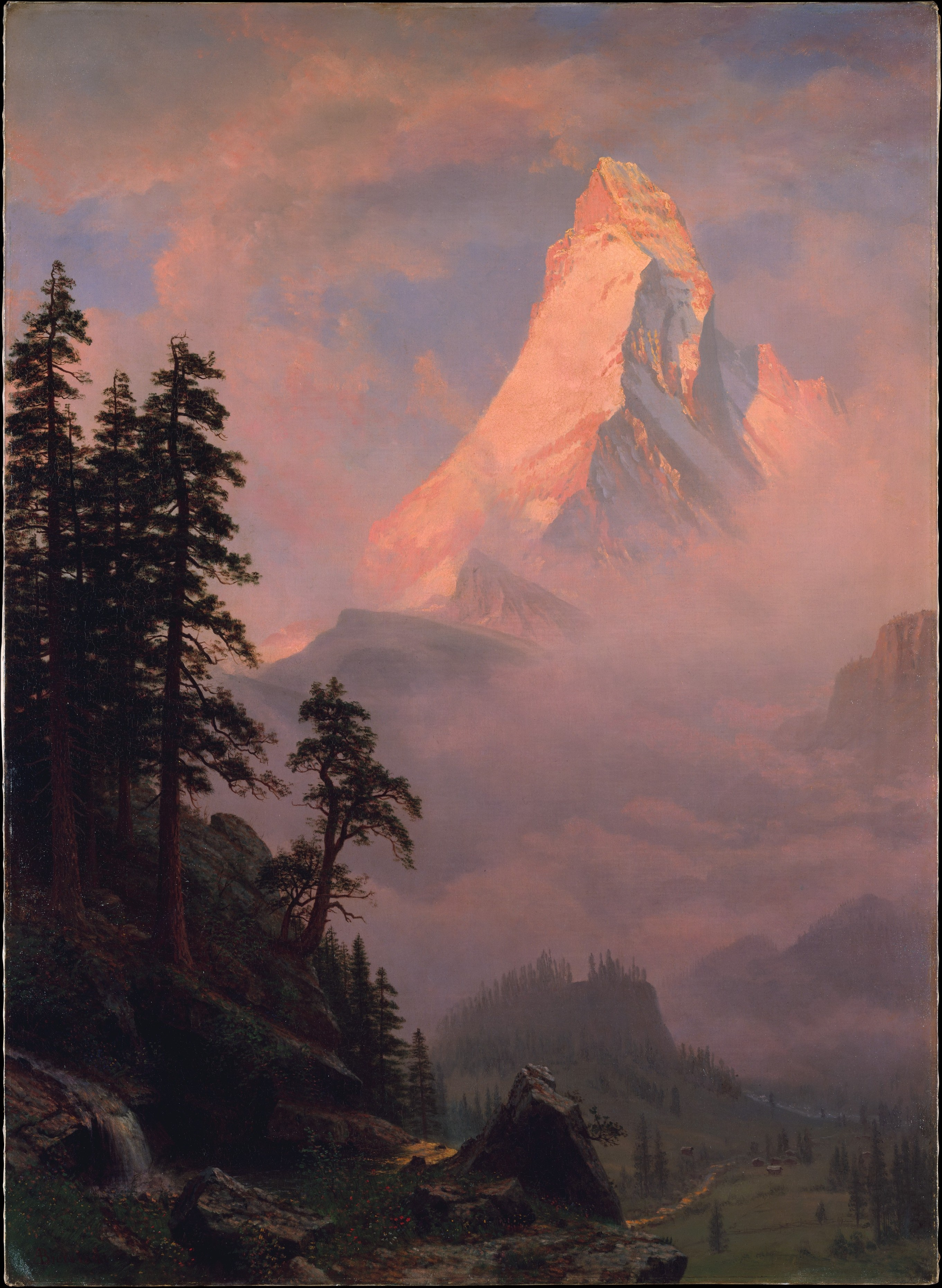
Sunrise on the Matterhorn, Muzeul Metropolitan de Artă
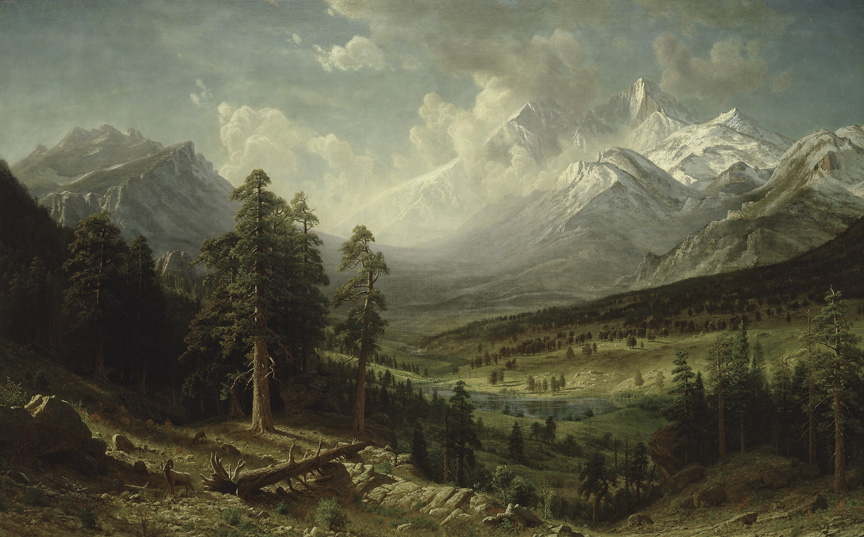
Estes Park, Vârful lui Long, 1877, Muzeul de Artă din Denver (împrumutat de la Biblioteca Publică Denver)
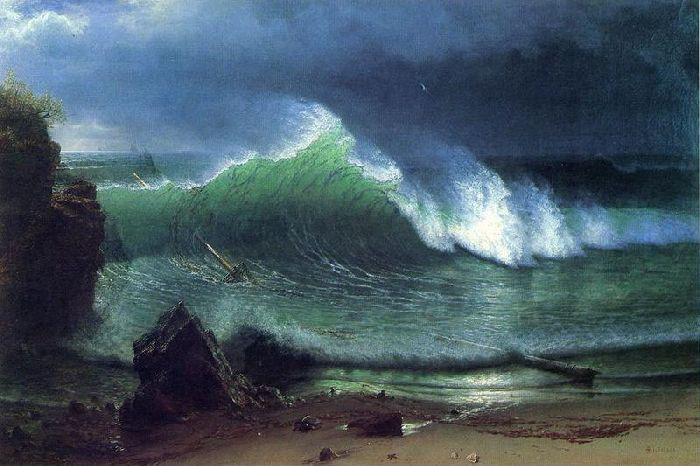
Emerald Sea (sau Shore of the Turquoise Sea), 1878, Colecția Manoogian, Detroit, SUA)

## Moștenire și onoruri

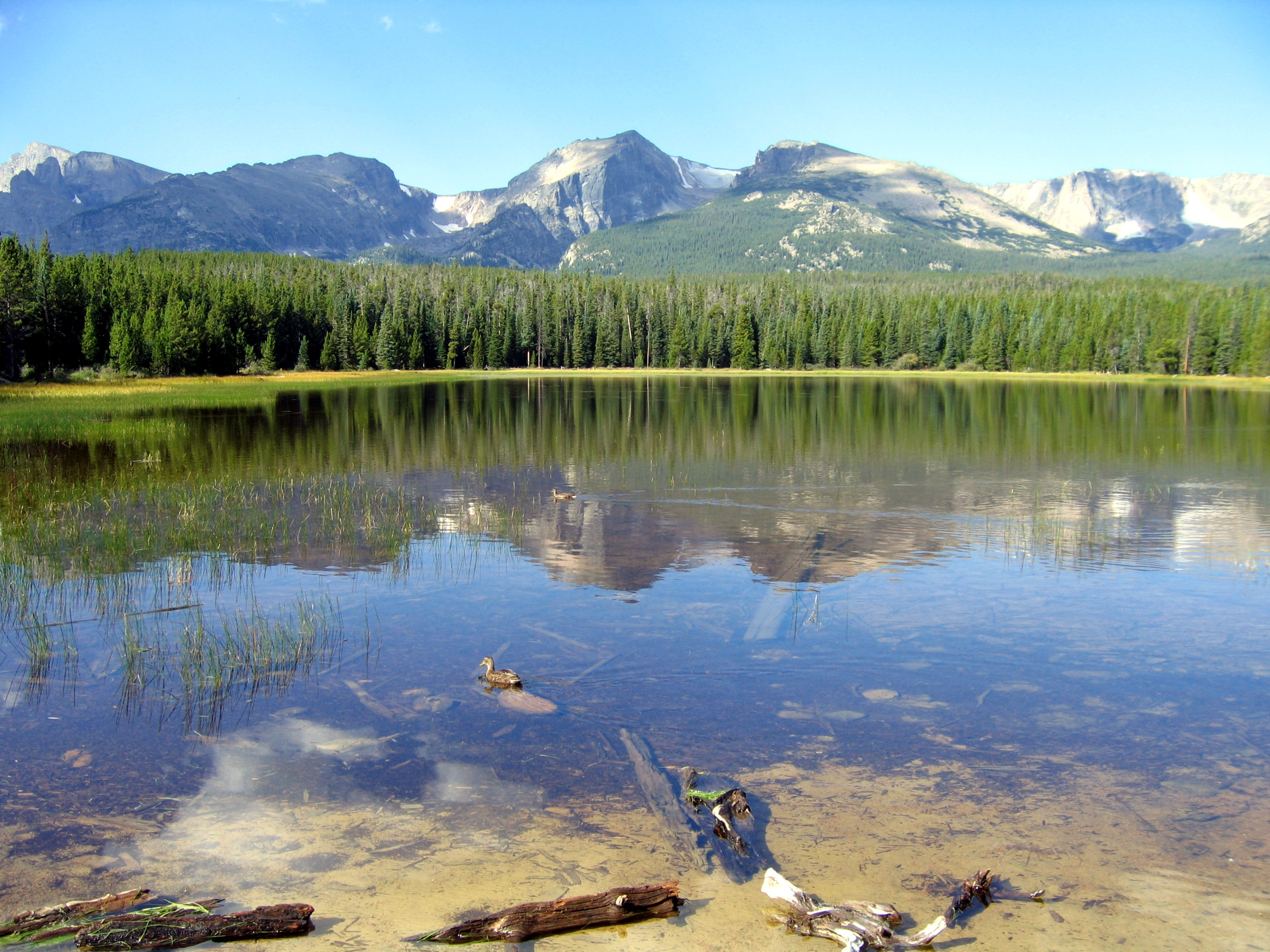
Lacul Bierstadt, Parcul Național al Munților Stâncoși

- Din cauza interesului lui Bierstadt pentru peisajele montane, Muntele Bierstadt și Lacul Bierstadt din Colorado au fost numiți în onoarea sa. Bierstadt a fost probabil primul european care a vizitat vârful Muntelui Evans în 1863, la 1,5 km de Muntele Bierstadt.[28] Bierstadt l-a numit Muntele Rosa, o referire atât la Monte Rosa deasupra lui Zermatt, cât și la Rosalie Ludlow, viitoarea sa soție, dar numele a fost schimbat din Rosalie la Evans în 1895 în onoarea guvernatorului din Colorado, John Evans.
- În 1998 Serviciul Poștal al Statelor Unite a emis un set de 20 de timbre comemorative intitulate „Patru secole de artă americană”, dintre care unul îl prezenta pe Ultimul bivol al lui Albert Bierstadt.[29] În 2008, USPS a emis un timbru comemorativ în seria sa „Comorile americane”, care prezintă tabloul lui Bierstadt din 1864, Valea Yosemite.[30]
- William Bliss Baker, un alt artist de peisaj, a studiat alături de Bierstadt.

## Legături externe
- Tablouri White Mountain de Albert Bierstadt
- Un ajutor pentru găsirea colecției de scrisori Albert Bierstadt, 1880-1893 în Arhivele Artei Americane, Instituția Smithsonian
- Muzeul de Artă Nebraska Momentul MONA
- Galeria picturilor lui Bierstadt Arhivat în 26 ianuarie 2021, la Wayback Machine.
- Winterthur Library Prezentare generală a unei colecții de arhivă pe Albert Bierstadt.
- Galeria de picturi din Albert Bierstadt 345 de imagini online
- Galeria de artă RW Norton: Biografia lui Albert Bierstadt
- Albert Bierstadt la Find a Grave